# جاك بيكر (لاعب دوري الرغبي)
جاك بيكر (بالإنجليزية: Jack Baker)‏ هو لاعب دوري الرغبي أسترالي، ولد في 1890، وتوفي في 1947.